# Saro Shrimp
Saunders Roe A.37 Shrimp là một loại tàu bay thử nghiệm 4 động cơ của Anh trong thập niên 1930, do hãng Saunders-Roe Limited ("Saro") ở Cowes chế tạo.

## Quốc gia sử dụng
Anh Quốc
- Bộ Không quân
- Saunders Roe

## Tính năng kỹ chiến thuật
Dữ liệu lấy từ Warplanes of the Second World War, Volume 5: Flying Boats
Đặc điểm tổng quát
- Kíp lái: 2
- Chiều dài: 42 ft 3¼ in (12.88 m)
- Sải cánh: 50 ft (15.24 m)
- Chiều cao: 12 ft 8¾ in (3.88 m)
- Diện tích cánh: 340 ft² (31.6 m²)
- Trọng lượng rỗng: 4.362 lb (1.979 kg)
- Trọng lượng có tải: 5.700 lb (2.586 kg)
- Trọng lượng cất cánh tối đa: 6.200 lb (2.812 kg)
- Động cơ: 4 × Pobjoy Niagara III, 95 hp (71 kW)  mỗi chiếc

 Hiệu suất bay 
- Vận tốc cực đại: 113 knot (130 mph, 209 km/h)
- Vận tốc lên cao: 635 ft/phút (3,23 m/s)
- Tải trên cánh: 16,8 lb/ft² (82 kg/m²)
- Công suất/trọng lượng: 0,067 hp/lb (0,11 kW/kg)